# L'Élégance du hérisson
L'Élégance du hérisson est le deuxième roman de Muriel Barbery, publié en 2006 chez Gallimard. Ce livre a remporté de nombreux prix littéraires, dont le prix des Libraires en 2007.

## Résumé
Bien que très douée et dotée d'une immense culture générale, acquise en autodidacte en fréquentant les bibliothèques, Renée Michel, 54 ans, a décidé de vivre cachée sous les dehors de la concierge niaise et inculte que les habitants du 7 rue de Grenelle à Paris, bel hôtel scindé en huit appartements de luxe, croient connaître. C'est donc en clandestine qu'elle lit Proust, qu'elle a appelé son chat Léon en référence à Tolstoï et qu'elle emprunte des livres de philosophie à la bibliothèque universitaire du quartier. Aucun de ces « riches suffisants » ne doit penser que sous ses airs de concierge revêche se cache une intelligence brillante doublée d'une grande culture. Elle a une seule amie, Manuela, qui vient chez elle les mardis et jeudis. Ensemble, elles prennent le thé et discutent de leurs vies.
Paloma Josse, 13 ans, brillante et révoltée, habite également au 7 rue de Grenelle. Elle refuse le monde des adultes qu'elle considère comme un bocal à poissons rempli d'inepties et de faux-semblants. C'est pourquoi elle a pris sa décision : à la fin de l'année scolaire, le jour de ses 13 ans, elle se suicidera et mettra le feu à l'appartement familial.
Mais des changements surviennent quand Kakuro Ozu, Japonais féru de culture, lointain parent du cinéaste Yasujirō Ozu (qu'affectionne particulièrement Renée), emménage dans l'immeuble. Graduellement, Kakuro devient ami avec Renée et Paloma et change leurs visions de la vie.
Finalement Renée mourra écrasée par une camionnette en tentant de protéger un sans-abri qu'elle affectionne après avoir convaincu Paloma de ne pas se suicider sans le savoir.

## Explication du titre
C'est Paloma qui explique le titre de ce roman. Elle compare la concierge à un hérisson parce que Renée cache sa personnalité et sa vie,. Par ses observations, elle voit que Madame Michel est plus que ce qu'elle montre aux autres, qu'elle est intelligente. À l'extérieur, elle a des piquants autour d'elle qui empêchent les autres d'avoir de l'amitié pour elle, mais à l'intérieur elle est raffinée. C'est Renée qui a l'élégance du hérisson.

## Succès de librairie
Alors que la critique s'y intéresse très peu à ses débuts, ce roman fut la surprise éditoriale de l’année 2006 : il a connu en effet plus de 30 réimpressions et, en mai 2008, il s'était déjà vendu à plus d'un million d'exemplaires, occupant la première place des ventes trente semaines de suite et par la suite traduit en 34 langues. En mai 2009, le livre de Muriel Barbery était encore classé dans les 50 meilleures ventes de roman (il figure au 30e rang du dernier classement Livres Hebdo/Ipsos, après 133 semaines de présence). L'ouvrage n'a fait l'objet d'aucun lancement - le bouche à oreille a été le seul moyen de communication qui lui a valu ce succès spectaculaire.
Trois ans après sa sortie, il prend la tête des ventes de livre de poche en France lors de l'été 2009.

## Commentaires
Le roman et le film qui en est adapté font référence au philosophe Jean-Paul Sartre à travers une citation de son roman La Nausée : « L'existence, c'est être là, simplement ».

## Prix littéraires
L'Élégance du hérisson a remporté plusieurs prix :
- 2006 : le 1er prix Georges-Brassens[8]
- 2007 : prix Rotary
- 2007 : prix des Libraires
- 2007 : prix de l'Armitière de Rouen
- 2007 : prix Culture et Bibliothèques pour tous
- 2007 : prix Vivre Livre des lecteurs de Val-d'Isère
- 2007 : prix « Au fil de mars » (université Bretagne-Sud)
- 2007 : prix littéraire de la Ville de Caen

## Éditions françaises
Édition imprimée originale
Muriel Barbery, L'Élégance du hérisson, Paris,  éd. Gallimard, coll. « Blanche », 31 août 2006, 359 p., 21 cm (ISBN 2-07-078093-7, BNF 40211034)
Édition en gros caractères
Muriel Barbery, L'Élégance du hérisson, Versailles,  éd. Feryane, coll. « Roman », 18 janvier 2007, 478 p., 22 cm (ISBN 978-2-84011-749-0 et 2-84011-749-5, BNF 40976278)
Édition au format de poche
Muriel Barbery, L'Élégance du hérisson, Paris,  éd. Gallimard, coll. « Folio » (no 4939), 25 juin 2009, 413 p., 18 cm (ISBN 978-2-07-039165-3, BNF 42013558)
Livre audio
Muriel Barbery, L'Élégance du hérisson, Paris,  éd. Gallimard, coll. « Écoutez lire », 10 juin 2010 (ISBN 978-2-07-012772-6, BNF 42225194)Texte abrégé ; narratrices : Myriam Boyer et Salomé Lelouch ; support : 1 disque compact audio MP3 ; durée : 7 h environ ; référence éditeur : Gallimard A 12772. 

## Adaptation cinématographique
Le roman a fait l'objet en 2008 d'une adaptation au cinéma : dans Le Hérisson, réalisé par Mona Achache, les deux rôles principaux sont interprétés par Josiane Balasko et Garance Le Guillermic. Le film sort le 3 juillet 2009 en France et attire plus de 750 000 spectateurs.

## Pastiche littéraire
Le roman a également fait l'objet d'un pastiche littéraire par Pascal Fioretto, L'Élégance du maigrichon, édité chez Chiflet et Cie, sorti le 20 août 2009.

## Œuvres mentionnées dans le roman

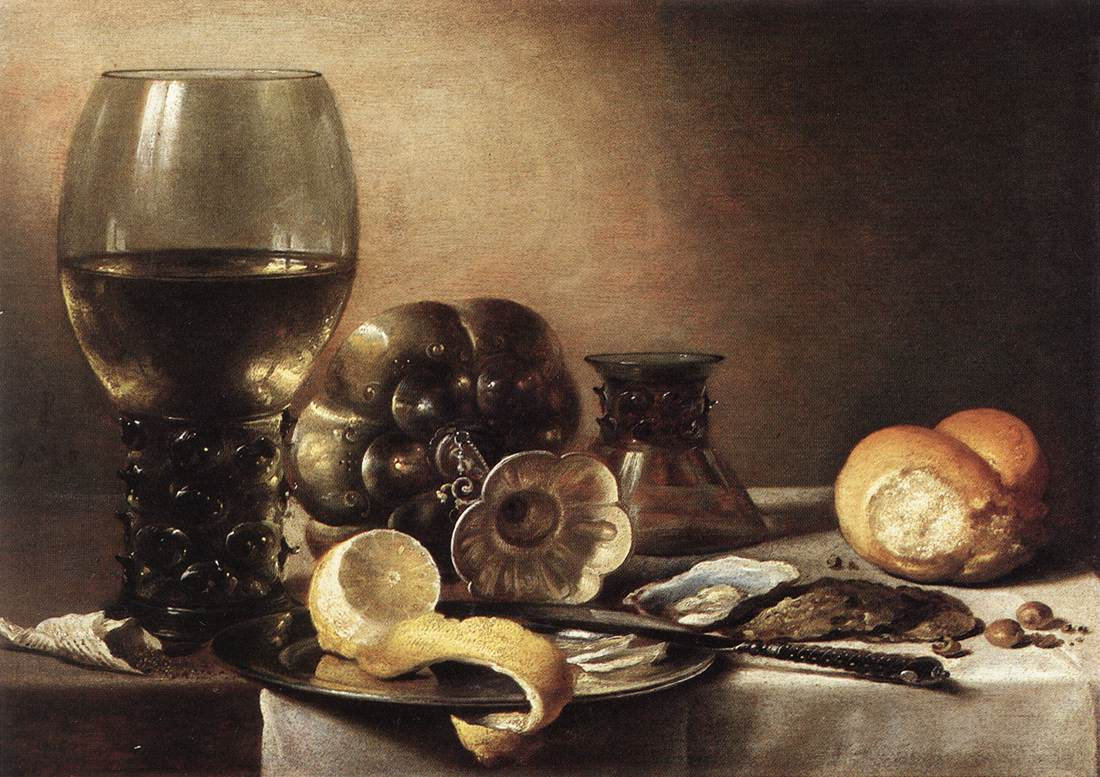
Nature morte aux huîtres, au Gemäldegalerie Alte Meister, Cassel (Hesse).

- Plusieurs peintres hollandais sont mentionnés tels que Pieter Claesz, Willem Claeszoon Heda, Willem Kalf et Osias Beert. Renée est émerveillée par le tableau de Claesz, Nature morte aux huîtres : « C'est une nature morte qui représente une table dressée pour une collation légère d'huîtres et de pain. Au premier plan, dans une assiette en argent, un citron à demi dénudé et un couteau au manche ciselé. À l'arrière-plan, deux huîtres fermées, un éclat de coquille dont la nacre est visible et une assiette en étain qui contient sans doute du poivre. Entre deux, un verre couché, un petit pain à la mie blanche dévoilée, et sur la gauche, un grand verre à demi rempli d'un or pâle et doré, bombé comme une coupole inversée et au pied large et cylindrique orné de pastilles de verre. La gamme chromatique va du jaune à l'ébène. Le fond est d'or mat, un peu sale. »
- Renée conseille au jeune Antoine Pallière, nouveau « fan » de Karl Marx, de lire l'ouvrage L'Idéologie allemande de Marx et Engels, pour qu'il comprenne que Marx avait tort.
- Renée et Ozu sont des grands fans de Léon Tolstoï. Plusieurs passages de Guerre et Paix sont mentionnés et les noms des chats respectifs de Renée et Kakuro, Léon et Lévine, font référence à l'auteur et à Anna Karénine.
- Renée se trouve obligée de lire les ouvrages de Kant et de Descartes pour comprendre les Méditations cartésiennes d'Edmund Husserl.
- Les chapitres de Paloma commencent toujours par des haïkus, qu'elle découvre avec les Kokinshū dans Anthologie de la poésie japonaise classique.
- Après avoir vu Tokyo-Ga de Wim Wenders, Renée se met à adorer les films du cinéaste japonais Yasujirō Ozu, dont Les Sœurs Munakata.
- Lors d'un dîner dans la famille de Paloma, la discussion au sujet du jeu de go amène à des références au manga Hikaru no go de Yumi Hotta et à La Joueuse de go de Shan Sa.